# Luigi Aldrovandi Marescotti
Luigi Aldrovandi Marescotti, conte di Viano (Bologna, 5 ottobre 1876 – Roma, 9 luglio 1945), è stato un nobile, diplomatico e politico italiano.

## Biografia
Era il figlio di Pietro Aldrovandi Marescotti e di Giuseppina di Marsano, di famiglia patrizia bolognese.
Conte di Viano, conseguì la laurea in Giurisprudenza nel 1897 all’Università di Bologna ed entrò nella carriera consolare, in seguito a concorso, nel 1900.
Destinato nello stesso anno a Costantinopoli, iniziò ben presto un lungo periodo di attività nel continente americano. Tra il 1902 e il 1905 prestò servizio in Brasile, prima a San Paolo e poi a Campinas. Fu poi trasferito negli Stati Uniti, dove restò fino al 1913, salvo una breve parentesi a Caracas nel corso del 1909. Dopo le esperienze a New York (1905-1907), a New Orleans (1907-1909) e Filadelfia (1909-1911), fu delegato alla IX Conferenza internazionale della Croce Rossa a Washington nel maggio del 1912.
La carriera di Aldrovandi Marescotti proseguì brillantemente in Europa. Nel maggio del 1913, infatti, fu nominato Segretario della Commissione internazionale di Parigi per le questioni finanziarie ed economiche relative al nuovo assetto degli Stati balcanici. Assunse poi incarico all’ambasciata di Vienna. In qualità di incaricato d’affari, visse le fasi più tese dell’estate 1914, crisi dalla quale scaturì il primo conflitto mondiale. 
Alla vigilia dell’ingresso dell’Italia nel conflitto, fu nominato capo di gabinetto del primo ministro Sidney Sonnino, che seguì da incaricato alla Conferenza di Parigi dove fu il segretario italiano delle riunioni dei Quattro (Orlando, Wilson, Lloyd George e Clemenceau). L’esperienza della Prima guerra mondiale fu oggetto di un saggio di memorie (Guerra diplomatica. Ricordi e frammenti di un diario, 1914-1919) che costituisce un’autorevole testimonianza delle vicende politiche e diplomatiche italiane del periodo. Di particolare interesse risulta la ricostruzione degli Accordi di San Giovanni di Moriana (aprile 1917), attraverso i quali l’Italia ottenne da Francia e Gran Bretagna di partecipare alla spartizione dei territori ottomani. 
Dopo la ratifica del Trattato di Versailles, fu inviato a Berlino col compito di ricostituire le relazioni diplomatiche con la Germania .La sua carriera proseguì a l'Aja (febbraio 1920) come Inviato straordinario e Ministro plenipotenziario, a Sofia (1920 - 1923) e a Il Cairo (marzo 1923). Dal novembre 1923 fu ambasciatore a Buenos Aires e dal marzo 1926 al dicembre 1929 a Berlino. 
Rappresentò poi l’Italia nella Commissione internazionale per la Manciuria (1932). Fu quindi delegato italiano per l’incidente di Ual-Ual (1935) e alle conferenze di Montreux e Bruxelles.
Nel 1939 fu nominato senatore del Regno d'Italia. Decade dalla carica di Senatore il 21 ottobre 1944 in seguito all'ordinanza dell'Alta Corte di giustizia per le sanzioni contro il fascismo.
Scrisse due libri autobiografici, contenenti vari spezzoni di diario, riguardanti la prima guerra mondiale ed i relativi trattati di pace visti da lui che, come segretario, fu spettatore di molti convegni e colloqui.

## Opere
- Guerra diplomatica. Ricordi e frammenti di un diario (1914-1919) (1936)
- Nuovi ricordi e frammenti di diario (1938)